# ريمون ويفر
ريمون ويفر (بالإنجليزية: Raymond Weaver)‏ هو مؤرخ أدبي أمريكي، ولد في 1888 في بالتيمور في الولايات المتحدة، وتوفي في 1948 في نيويورك في الولايات المتحدة.